# Romerike
Romerike is een historisch district van Noorwegen. Het omvat een gebied direct ten noordoosten van de hoofdstad Oslo in de fylke Akershus. Het is geen bestuurlijke eenheid meer, maar komt nog wel voor in kerkelijke en juridische indelingen. Daarbij wordt het gebied veelal in een noordelijke (Øvre Romerike) en een zuidelijke (Nedre Romerike) helft verdeeld.  

## Gemeenten in Romerike

| 1. Aurskog-Høland 2. Rælingen 3. Lillestrøm 4. Lørenskog 5. Nittedal | 1. Gjerdrum 2. Ullensaker 3. Nes 4. Eidsvoll 5. Nannestad 6. Hurdal |